# Kapellenhaus (Altenrode)

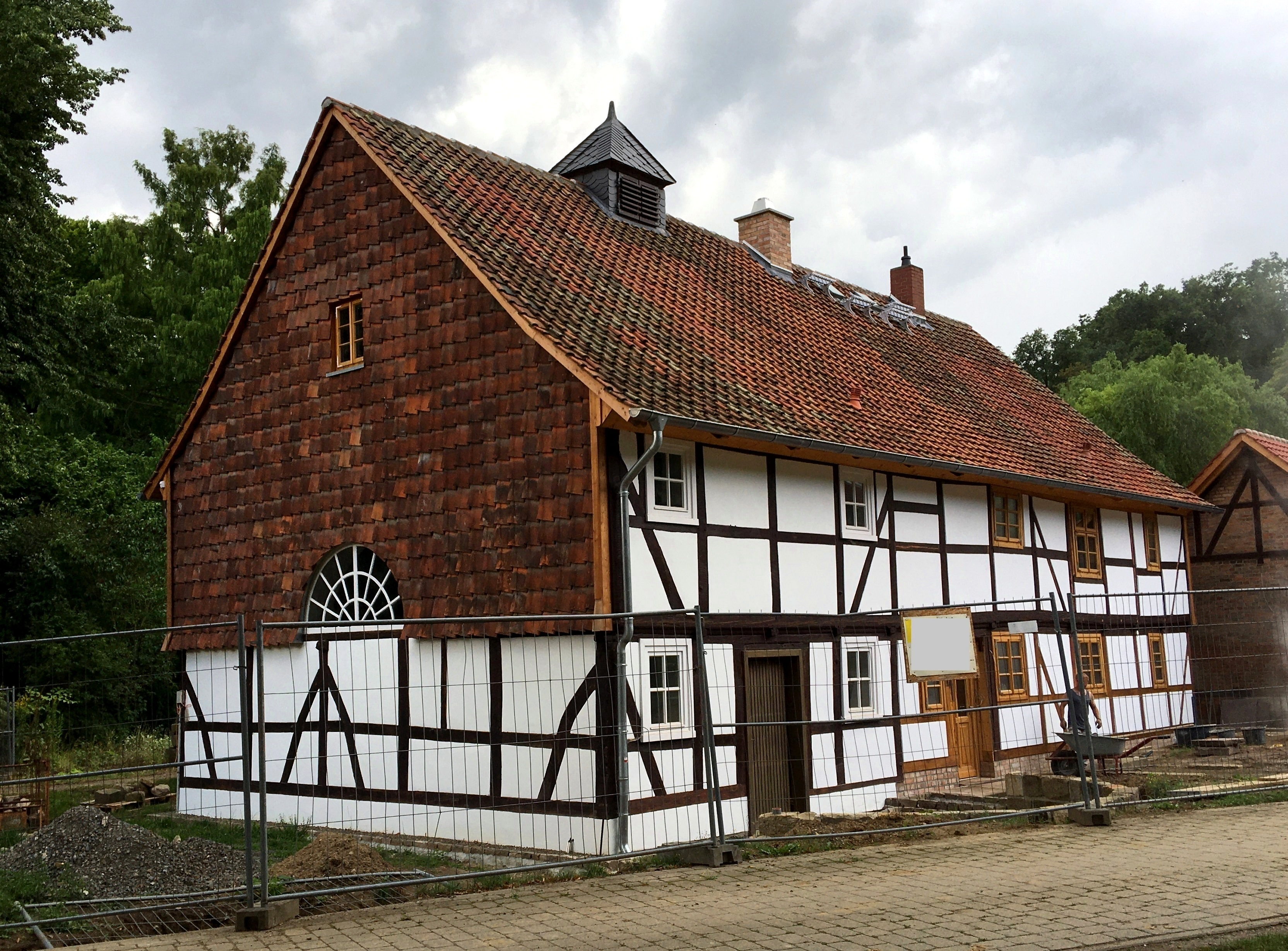
Kapellenhaus Altenrode, August 2020

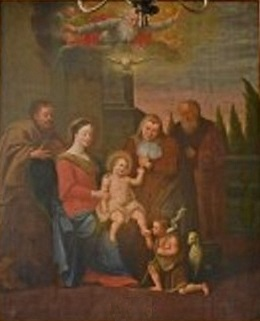
Barockes Altarbild (Aufnahme 2013): Heilige Sippe (Josef, Maria, Jesusknabe; Elisabeth, Zacharias, Johannesknabe)

Das Kapellenhaus, ein ehemaliges katholisches Kapellen-, Schul- und Wohnhaus, steht beim Rittergut Altenrode in Schladen-Werla, Landkreis Wolfenbüttel, westlich außerhalb der historischen Gutsmauer.

## Geschichte
Altenrode gehörte seit dem 12. Jahrhundert als Vorwerk zum Kloster Heiningen. Dieses errichtete 1756 für die katholischen Gutsangehörigen das heute vorhandene Kapellen-, Schul- und Wohnhaus.
Nach der Säkularisation des Klosters 1810 wurde das Vorwerk von der westphälischen Regierung in Privathand verkauft. Seit 1871 gehört es der Familie Wätjen. Ausgenommen blieb das Kapellenhaus, das der katholischen Pfarrei Heiningen überlassen wurde.
Bis in die 1960er Jahre wurde hier katholischer Gottesdienst gehalten. Noch 1966 fand in Altenrode – im Wechsel mit Werlaburgdorf – jeden zweiten Sonntag katholischer Gottesdienst statt.
2018 wurde das Haus von den Gutsbesitzern erworben und wird seitdem (Stand 2020) grundsaniert.

## Bauwerk und Ausstattung
Das Fachwerkhaus mit Satteldach und kleinem Dachreiter enthält im östlichen Drittel in ganzer Höhe den Kapellenraum. Der Westteil ist zweigeschossig und enthielt außer Wohnräumen ursprünglich auch die Schulstube.
Die Kapelle besaß ein Antependium, Leuchter, einen Schrank mit Schnitzwerk und mehrere Ölgemälde aus dem 18. Jahrhundert sowie als bedeutendsten Ausstattungsgegenstand eine Pietà vom Ende des 15. Jahrhunderts. Teile dieser Ausstattung sind noch vorhanden, ebenso im Dachreiter die Glocke mit der Aufschrift H. C. MICHAELIS GOS MICH IN BRAUNS. ANNO 1756 und dem Wappen des Klosters Heiningen.